# Joseph Lievens
Joseph Aimé Michel Lievens (Zedelgem, 24 juli 1901 - Torhout, 10 mei 1994) was de langst regerende burgemeester van de Belgische gemeente Zedelgem.

## Biografie
Hij werd geboren als zoon van Hector Lievens en Helena Maria Bossuyt, had twee broers en een zus: Robert (1894), Robertina (1895) en Prudens (1897).  
Het gezin Lievens stamde af van een brouwersfamilie. Hun brouwerij Sint-Laurentius werd gebouwd in Zedelgem tussen 1891 en 1893 door Pieter Lievens (grootvader van Joseph), voor Hector, en werd gedurende ongeveer 72 jaar uitgebaat door 3 generaties van Lievens. Hector werkte dus van bij de start in de brouwerij, maar erfde het pas officieel in 1914. 
Joseph Lievens nam op zijn beurt in 1926 officieel het roer over en leidde de brouwerij verder. In datzelfde jaar trouwde hij met Irma Pyck, samen kregen ze twee kinderen: Jacqueline en Roger Lievens. In 1946 besloot Joseph ook in de voetstappen te treden van zijn gelijknamige overgrootvader Joseph Lievens (1801–1883), die burgemeester was van Zedelgem gedurende bijna 25 jaar. 
Joseph werd burgemeester van Zedelgem van 1947 tot 1976 en is daarmee nog steeds de langst regerende burgemeester van Zedelgem tot op heden. Hij was ook de laatste burgemeester van deelgemeente Zedelgem, voor het in 1977 fusioneerde met deelgemeenten Aartrijke, Loppem en Veldegem tot 1 hoofdgemeente Zedelgem. 
Zijn burgemeesterschap eindigde in 1976 op een manier die voor hem niet correct aanvoelde. Tijdens de fusie van de vier deelgemeenten werd hij – naar zijn gevoel – buiten spel gezet. Ondanks zijn toen al gezegende leeftijd van 75 jaar, richtte hij daarom de ‘Lijst Welzijn’ op en werd oppositieleider met 1566 voorkeursstemmen. Tijdens zijn burgemeesterschap was hij er ook telkens in geslaagd om een sterke meerderheid te verzamelen in de gemeenteraad, wat aantoonde dat hij goed wist wat hij deed. Hij bleef nog in de gemeenteraad zetelen tot 4 juni 1988. 

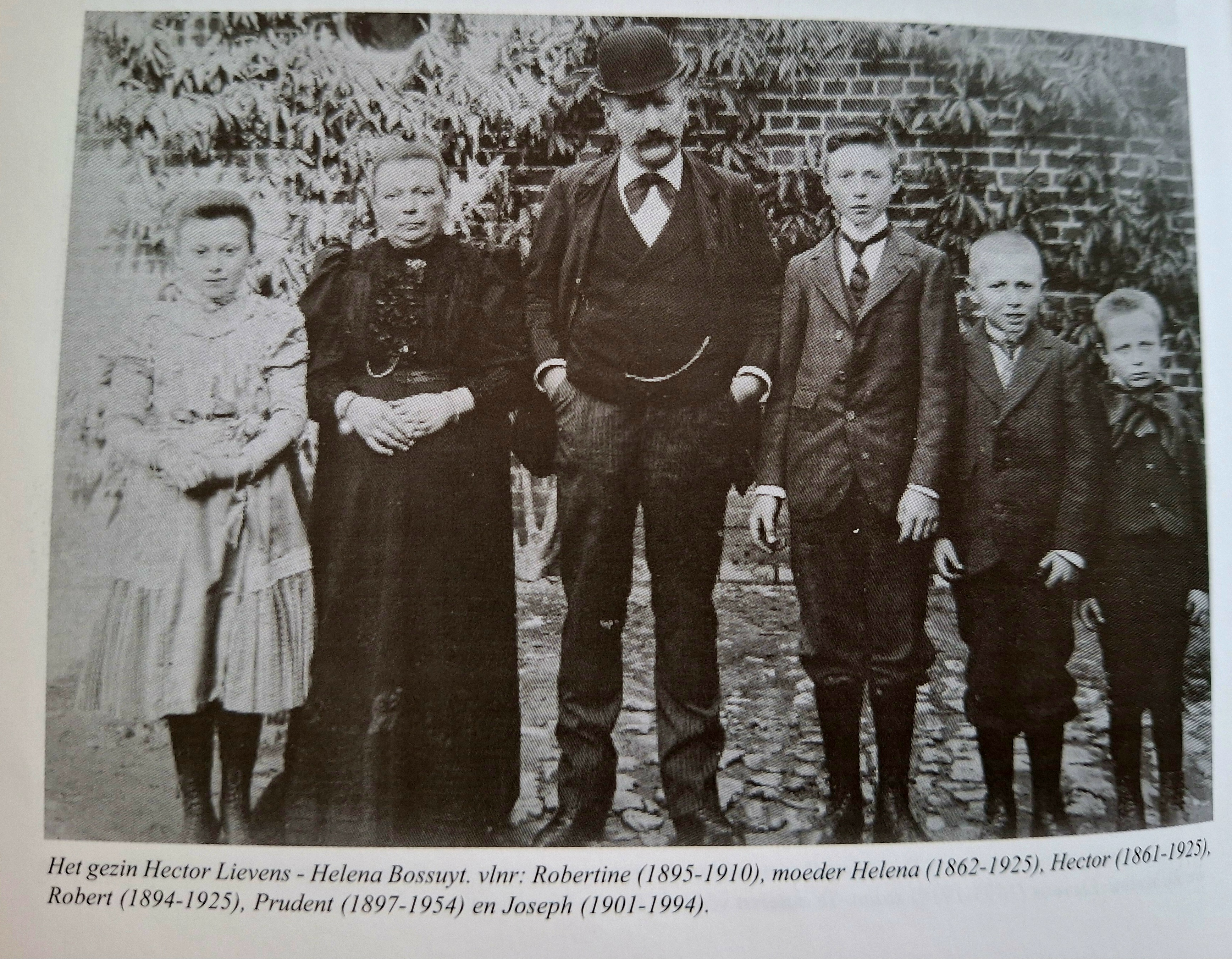
"De familie stond bekend als katholiek, sociaal bewogen en liet dit blijken door haar inzet voor allerlei initiatieven, zowel in de kerkelijke en parochiale sfeer als in het politieke en sociale verenigingsleven van Zedelgem."

Hij werd uiteindelijk benoemd tot ere-burgemeester, vereerd met verschillende eretekens. 

## Publicaties
Als burgemeester was hij medeverantwoordelijk, samen met het gemeentebestuur, voor de uitgave van een aantal brochures.
Enkele voorbeelden (foto's in de galerij):
- ‘Zedelgem 5000’ – uitgebracht ter gelegenheid van het feit dat Zedelgem meer dan 5000 inwoners telde
- ‘Hoe het groeide’ (Zedelgem) – uitgebracht ter gelegenheid van de fusie tussen de 4 deelgemeentes in 1977.

## Realisaties

### Op Zedelgems grondgebied

#### Moderniseringen
Op 6 maart 1947 legde Joseph Lievens de eerste keer de eed af als burgemeester en hij begon al in diezelfde raadszitting zijn plannen uit te werken. Hij wou Zedelgem vernieuwen en heeft dankzij een weldoordacht gebruik van de toenmalige subsidieregelingen op enkele jaren veel kunnen realiseren: een modern wegennet, een uitgebreider elektriciteitsnet, een nieuw gemeentehuis en een tweede kerk en pastorie in Zedelgem (Sint-Eligiusparochie). Later kwamen daar ook nog de aansluitingen op de waterleidingen, gas- en televisiedistributie bij en een eigen politiecommissariaat (zie galerij met de foto van Zedelgems eerste politiecommissaris Charles Vanhevel). 

#### Uitbreidingen
Op 31 december 1945 telde Zedelgem 3645 inwoners. Op het einde van zijn burgemeesterschap was dat aantal uitgegroeid tot bijna 6500 inwoners (op 1 mei 1976 waren er 6483 inwoners).  Dat vroeg uiteraard om uitbreidingen, die burgemeester Lievens allemaal leidde: er werd een cultuur- en sportcomplex gebouwd (De Groene Meersen) en meerdere, nieuwe wijken werden aangelegd met sociale woningen om alle mensen een woonplaats te kunnen bieden (in samenwerking met de Interbrugse maatschappij voor de huisvesting).
De eerste wijk die werd aangelegd was Groenhof, waarvan de eerste steen in 1963 werd gelegd.

#### Cinema
Joseph Lievens was een ondernemend man en voor hij burgemeester werd, startte hij een cinemazaal in het centrum van Zedelgem: ‘Madrid Cineo’. Oorspronkelijk werden alleen stomme films gespeeld. Tijdens de 2e wereldoorlog werd de cinema gesloten omdat het enerzijds niet correct vergund was en anderzijds werd het intussen verhuurd als verblijfplaats aan voorbijkomende militaire troepen. In 1945 probeerde Lievens de cinema opnieuw leven in te blazen, met de nodige vergunningen en moderniseringen. Het werd een succes, tot de opkomst van televisie, maar ondertussen was de zaal ook al in gebruik genomen als bal- en feestzaal.

### In de brouwerij
Joseph Lievens had al 7 jaar ervaring opgedaan onder leiding van zijn vader, voor hij het roer over nam van brouwerij Sint-Laurentius en besefte al snel dat moderniseren een noodzaak zou zijn om de brouwerij draaiende te houden. Het eerste wat hij deed, was investeren in een bottelinstallatie. Tot dan hadden ze het bier steeds in tonnen verkocht, maar flessenbier won aan populariteit. Daarna motoriseerde hij ook het vervoer van het bier, waardoor zijn afzetgebied groter werd. Zijn investeringen leidden tot een stijgende verkoop, maar de Tweede Wereldoorlog zorgde ervoor dat alle grondstoffen schaars werden en het moeilijker werd voor alle brouwers om te brouwen en te leveren. Na de oorlog werd de oude brouwerij volledig afgebroken en werd een nieuwe brouwerij gebouwd. Daar kon sneller bier gebrouwen worden en werden er voornamelijk vier soorten op de markt gebracht onder leiding van Lievens: Faro, Stout, Speciaal Blond en Speciaal Bruin. Die laatste 2 waren tafelbieren, waarmee enorm succes geboekt werd.

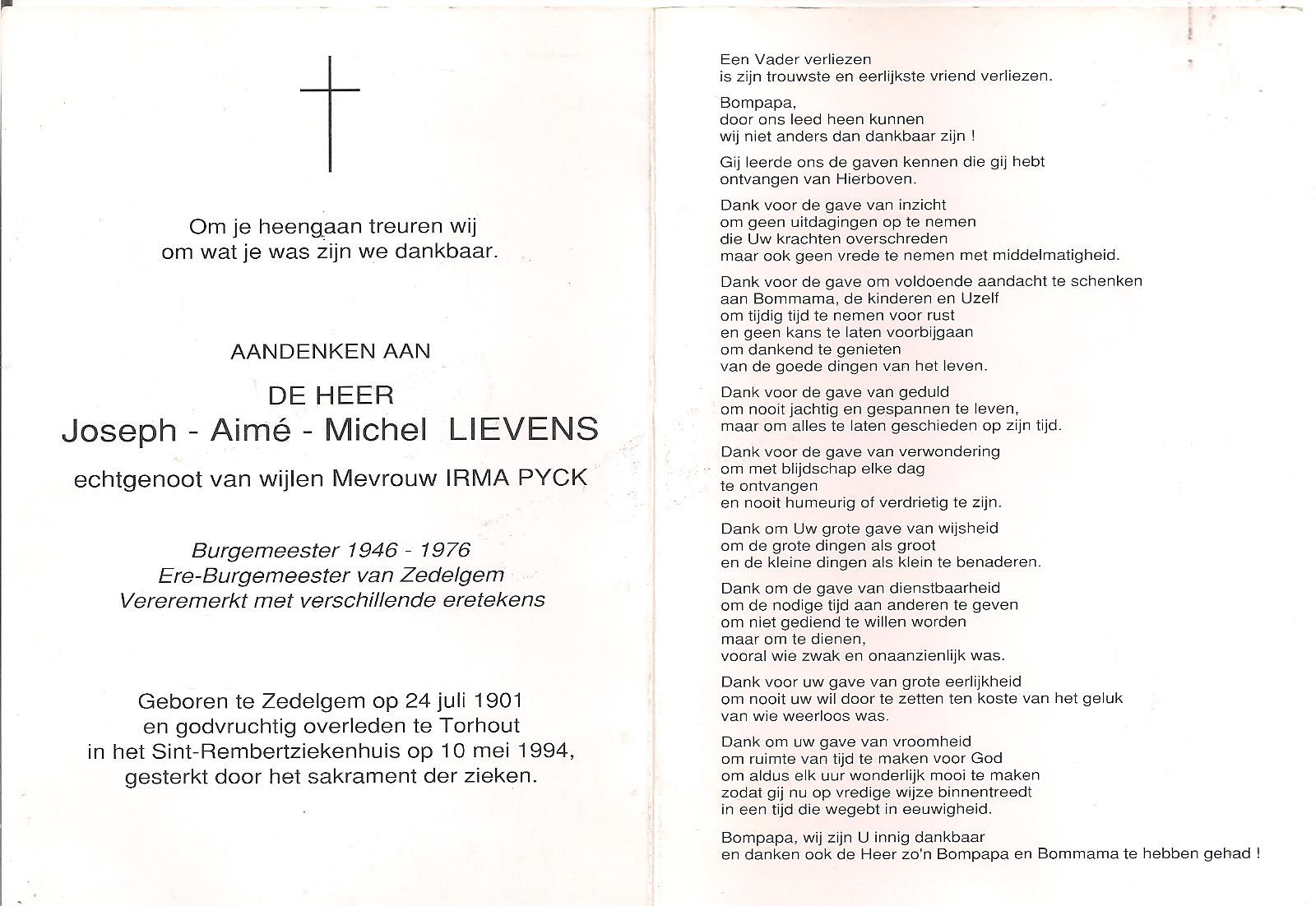
Joseph Aimé Lievens overleed op 10 mei 1994.

## Overlijden
Joseph Aimé Michel Lievens overleed op 92-jarige leeftijd in het Sint-Rembertziekenhuis te Torhout, gesterkt door het sacrament der zieken.

## Stamboom (genealogie)
Niet alleen Joseph heeft veel betekend voor en in Zedelgem, ook zijn familie is op vele manieren gelinkt aan Zedelgem en haar geschiedenis. Om te beginnen was de hele familie Lievens verschillende generaties politiek geëngageerd tijdens de 19e en de 20ste eeuw. 
“Oorspronkelijk van Zedelgemse afkomst hadden de nazaten van Christianus Lievens (1673 – 1745) zich opgesplitst in een Zedelgemse en een Aartrijkse tak.”
Uit de Zedelgemse tak kwam o.a. 
- Josephus Lievens (1801 – 1883), burgemeester van Zedelgem van 1855 – 1879.
- Zoon Pieter Lievens (1835 – 1923), schepen van Zedelgem.
- Kleinzoon Hector Lievens (1861 – 1952), gemeenteraadslid en dienstdoende schepen van Zedelgem tijdens WO I.
- Burgemeester Joseph Lievens, achterkleinzoon van Josephus.
- En als laatste in de politieke lijn de zoon van Joseph: Roger Lievens (1931 – 2006), provincieraadslid en gedurende 20 jaar (1977-1196) voorzitter (later secretaris) van het COO, dat omgevormd werd tot het OCMW Van Zedelgem.

De Aartrijkse tak was al even politiek geëngageerd met o.a. 
- Karel Lievens (1795 – 1867), gemeenteraadslid van Aartrijke.
- Zijn zonen Charles Lievens (1836 – 1914), burgemeester van Zedelgem van 1903 - 1914  en August Lievens (1841 – 1915), burgemeester van Aartrijke van 1881 – 1915.
- Dan volgde kleinzoon Arseen Lievens (1881 – 1962), ook burgemeester van Aartrijke.

Voor ze gebeten werden door het politieke virus, was het oorspronkelijk een molenaarsfamilie, ook in de beide familietakken.                    
“In de 19e eeuw bemaalde de familie Lievens zowel een molen in Zedelgem als in de buurgemeente Aartrijke.”
Al rond 1700 kwam de Zedelgemse Molen (nu gekend als de Plaetsemolen) in het bezit van de familie. Deze werd generatie op generatie doorgegeven, samen met de vakkennis van het malen. Tot op heden kan men daar nog de restanten van vinden in  Zedelgem: Pieter Lievens (de vader van Josephus Lievens – hierboven beschreven) liet in 1866 de molen ombouwen tot een stenen versie met een opschrift.
In 1919 werd de molen verkocht door zijn naamgenoot en kleinzoon Pieter Lievens en kwam een einde aan deze familietraditie, maar het was ook diezelfde Pieter Lievens die intussen al een nieuw familiebedrijf had opgezet en daarmee een nieuwe traditie opstartte die ook 4 generaties lang werd overgedragen: de Sint-Laurentiusbrouwerij.

## Galerij

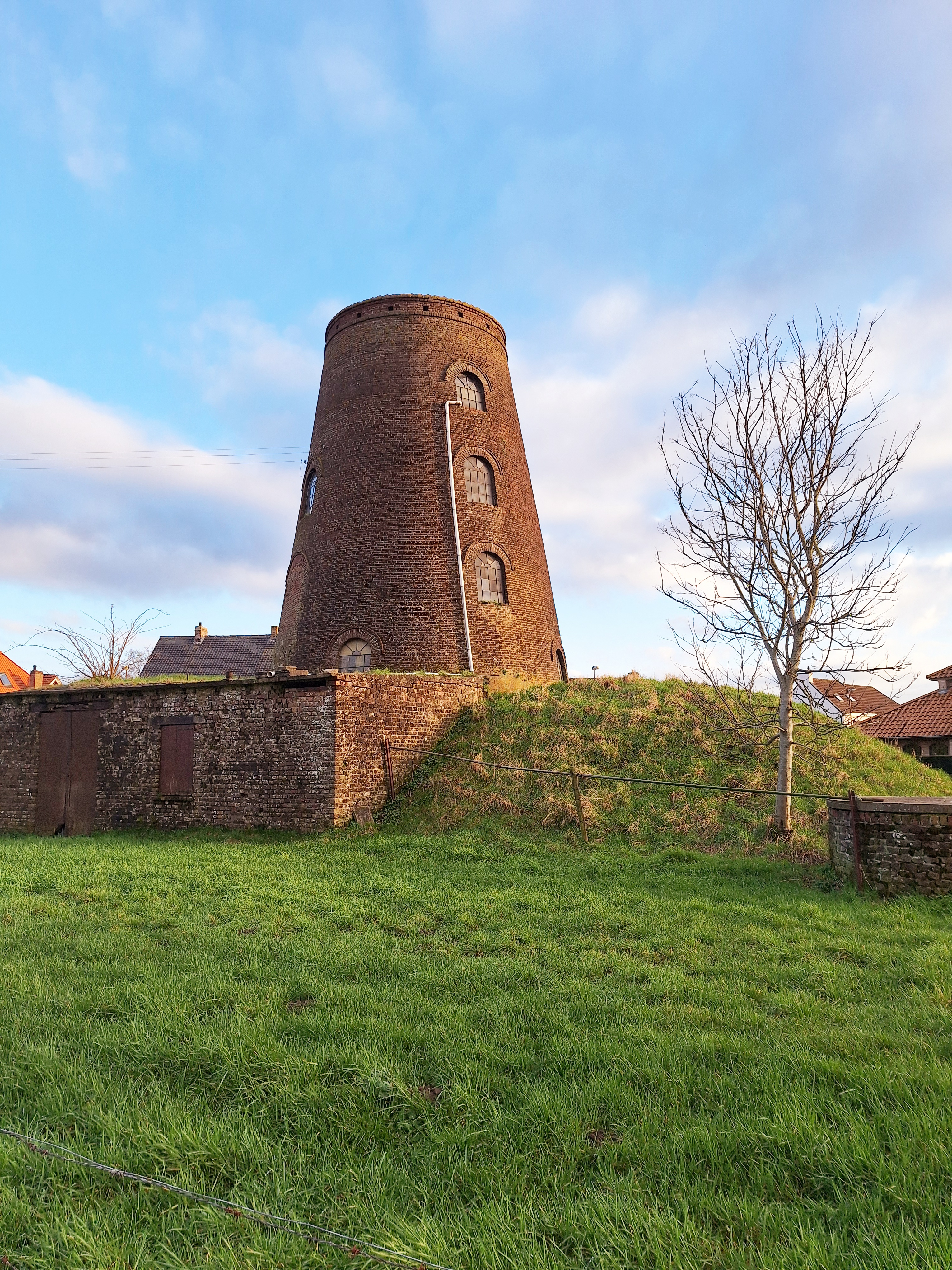
De overblijfselen van de stenen molen die Pieter Lievens in 1866 renoveerde. De Plaetsemolen van Zedelgem.
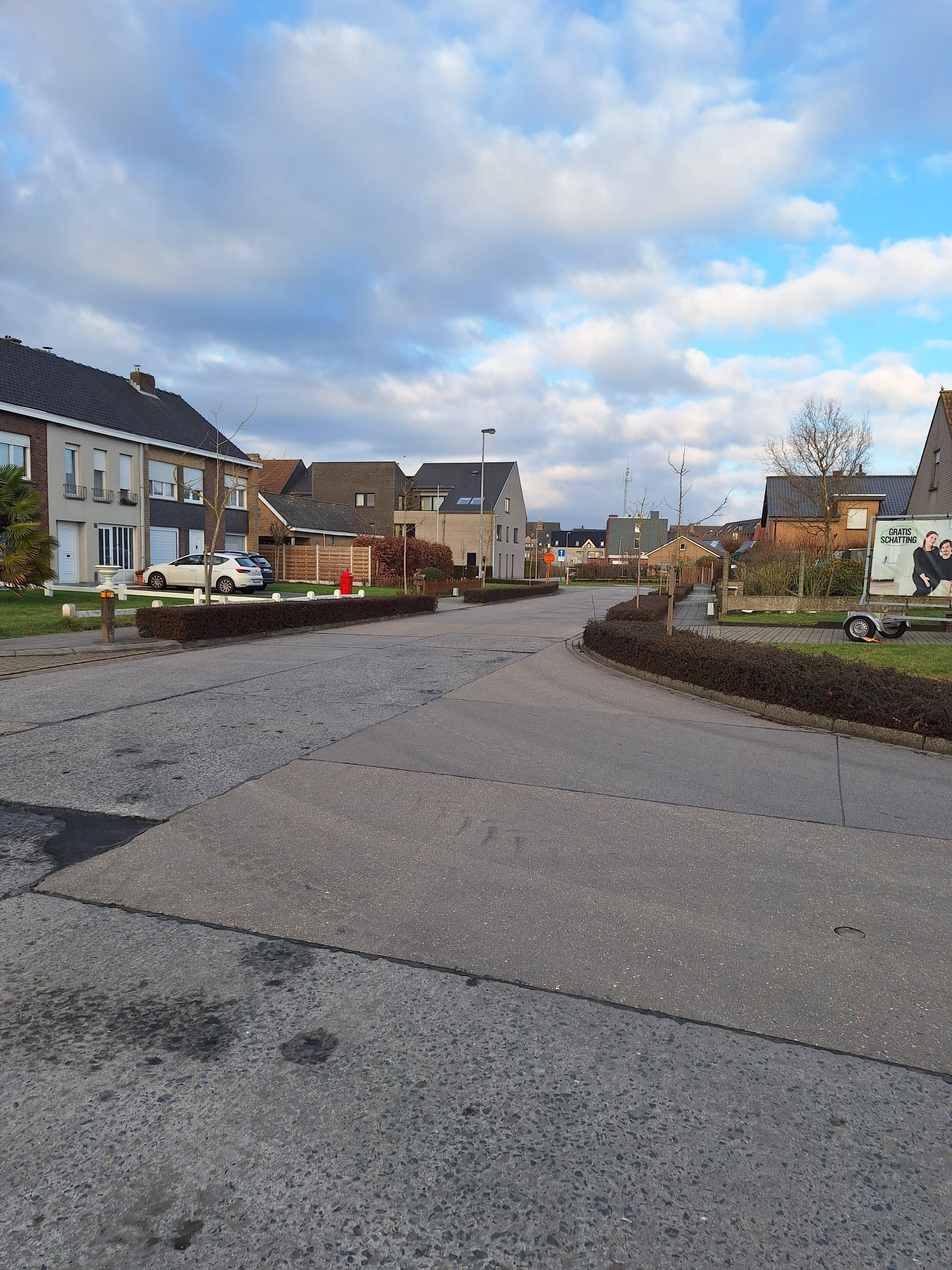
Een hoekje van de Burgemeester J. Lievensstraat te Zedelgem, waarlangs de Plaetsemolen  ook ligt.
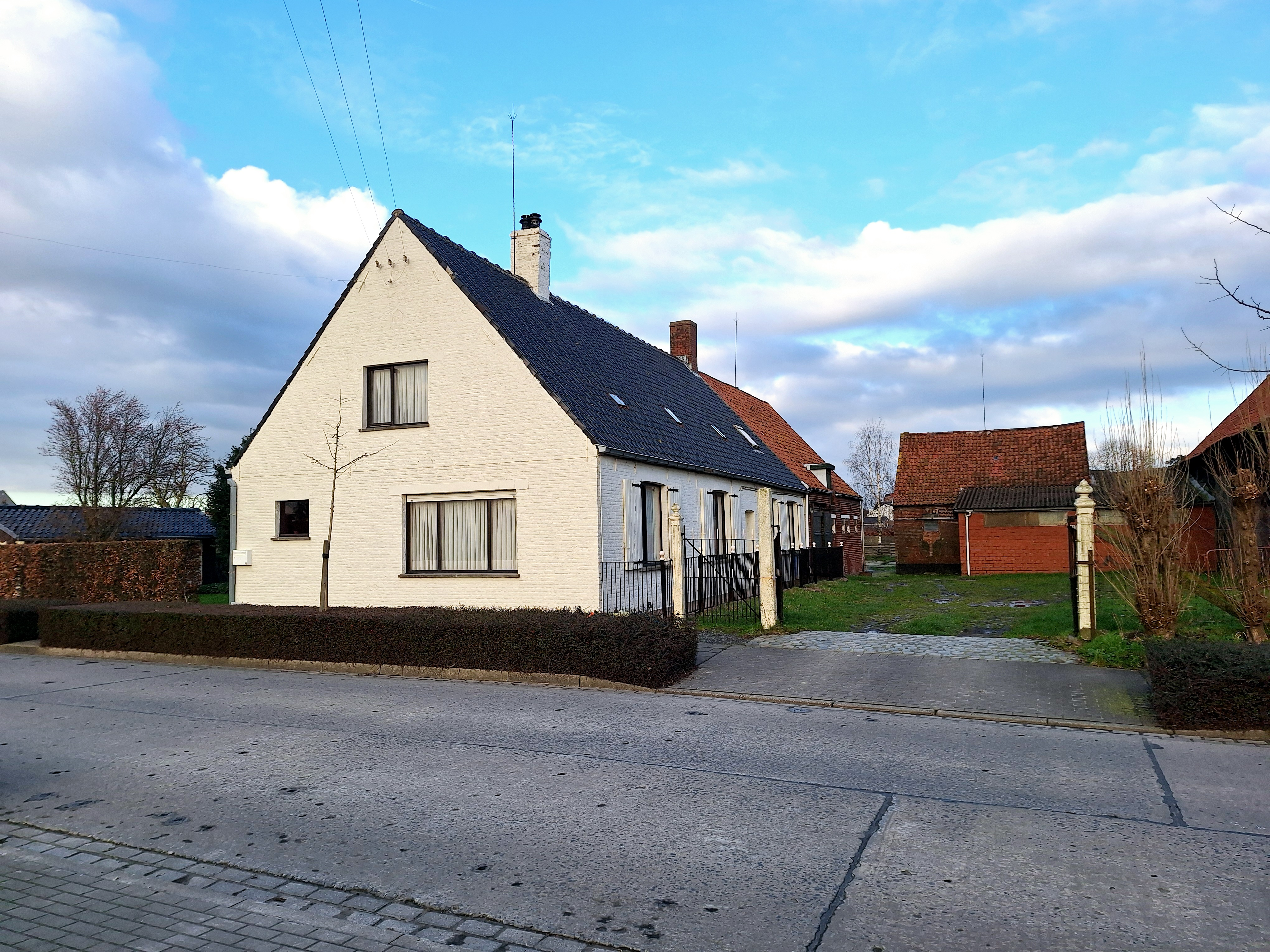
Dit was vroeger de molenaarswoning, langs de Burgemeester. Lievensstraat, rechtover de molen.
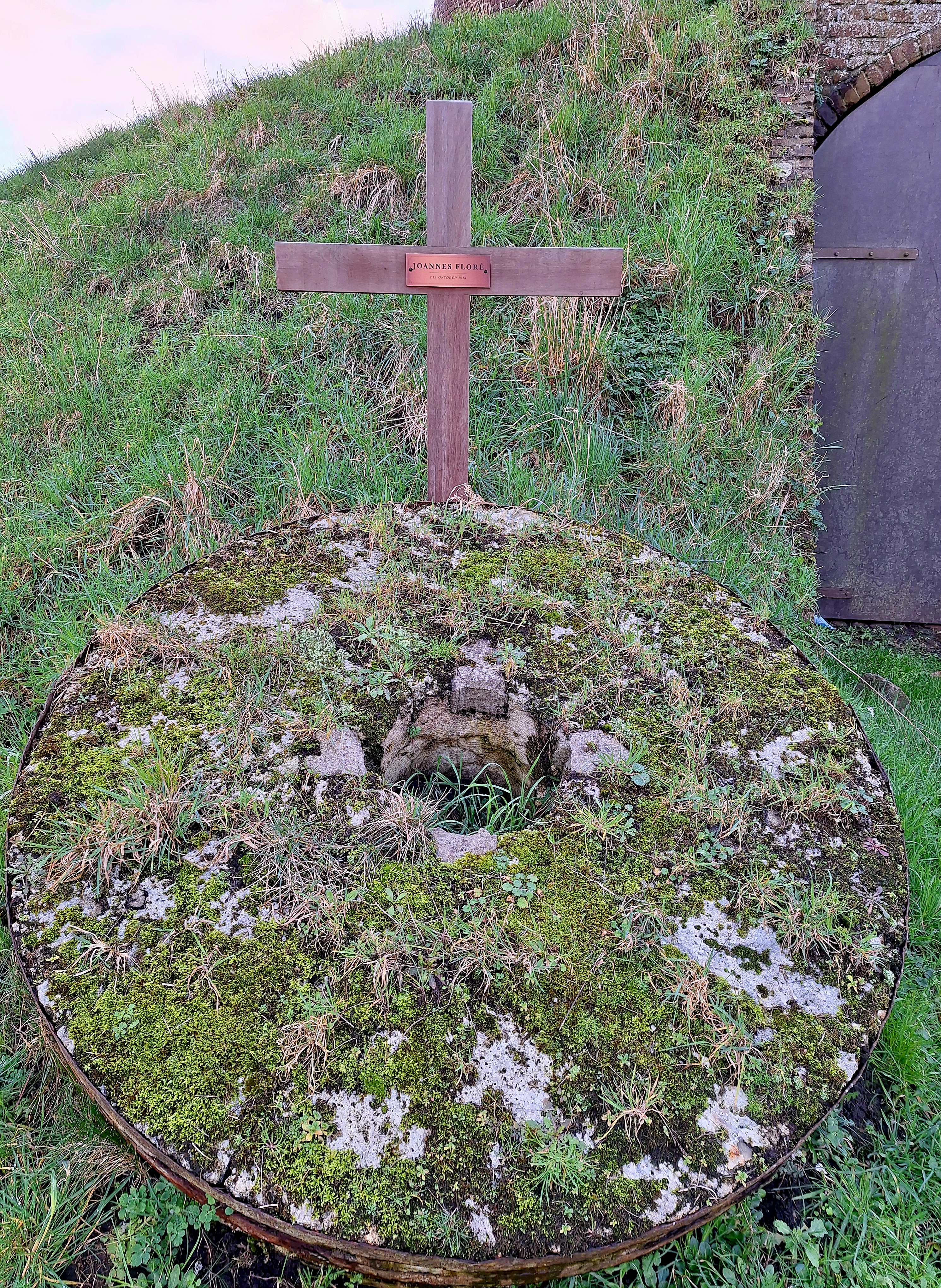
Herdenkingskruis bij de 'Plaetsemolen', voor de molenaarsknecht die vermoord werd tijdens Eerste Wereldoorlog
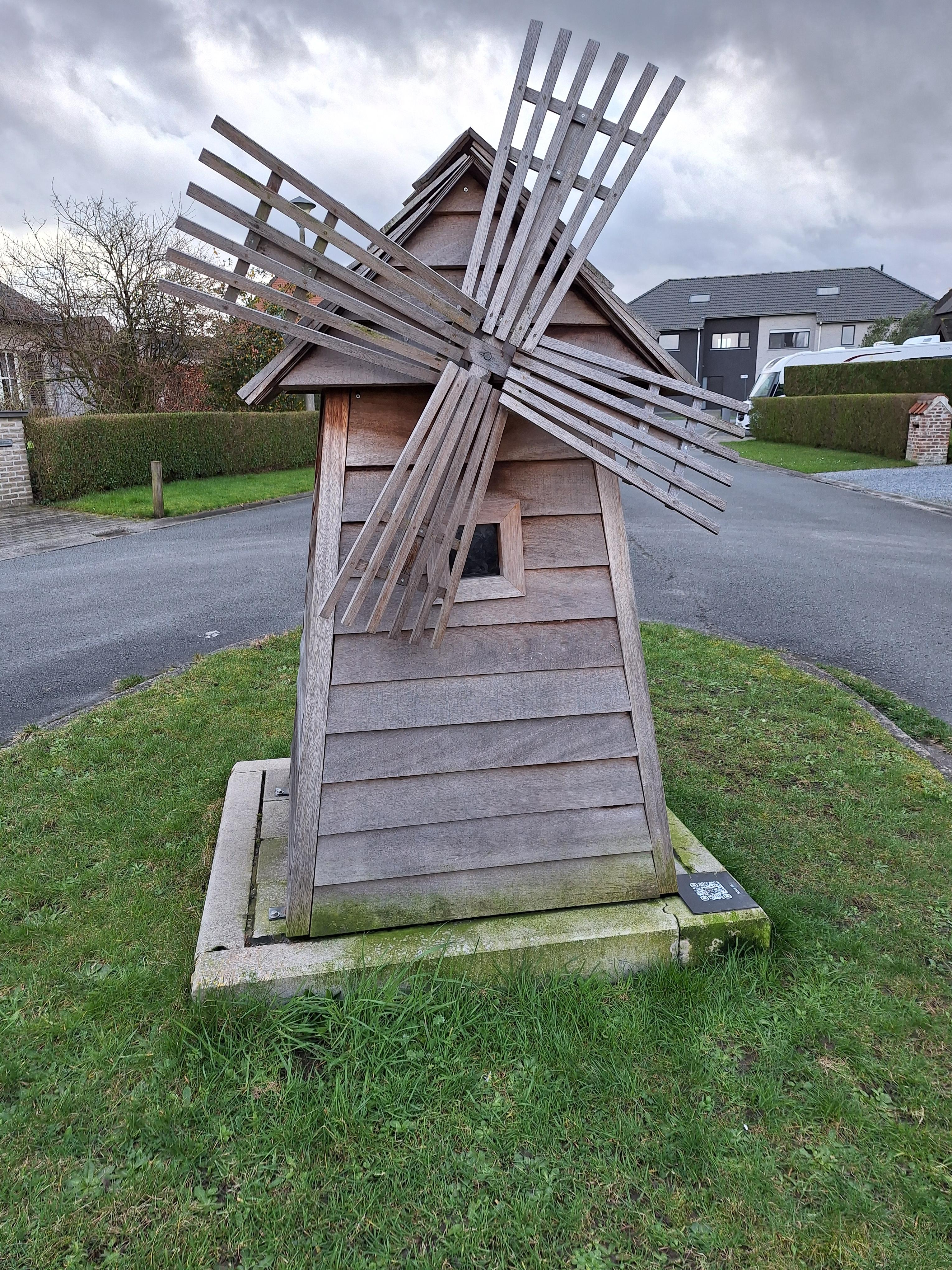
Herdenkingsmonument voor de oude houten molen, gebouwd door leerlingen van het VTI en te vinden in de Molenmeers te Zedelgem.
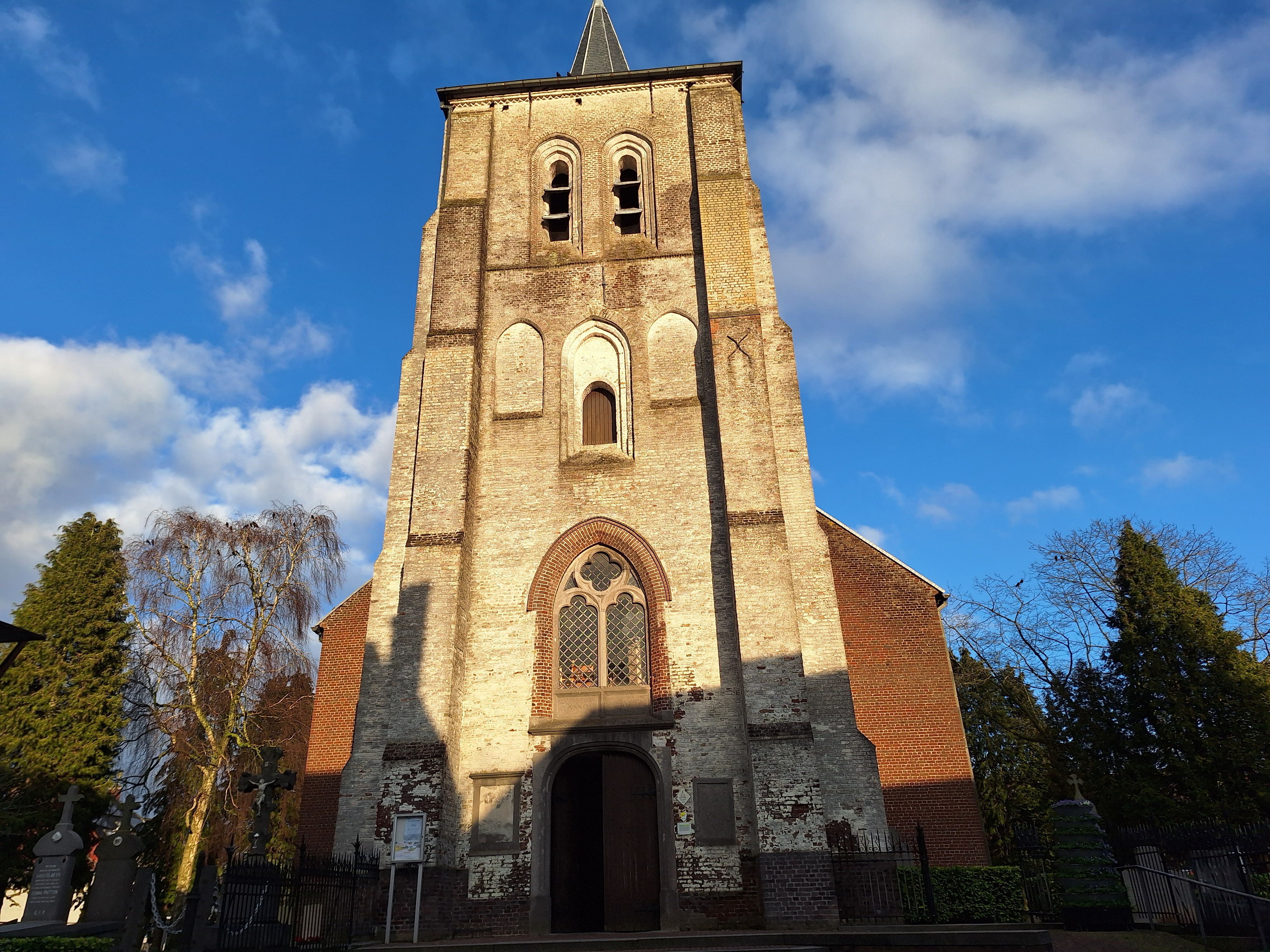
Sint-Laurentiuskerk te Zedelgem Dorp, deze stenen versie dateert wellicht uit de 14e eeuw. Intussen is het een bescherm monument.
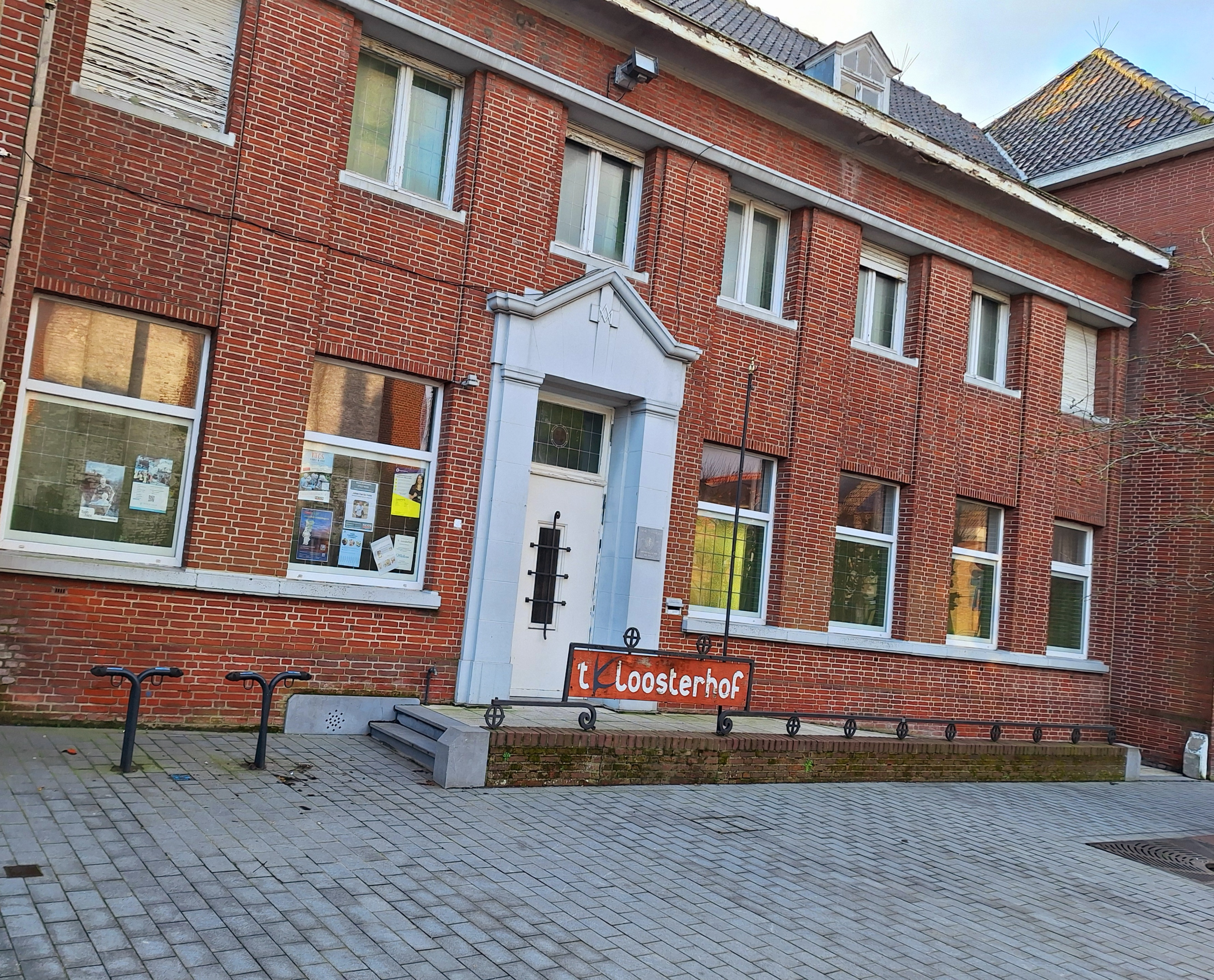
Het oude klooster, naast de Sint-Laurentiuskerk te Zedelgem.
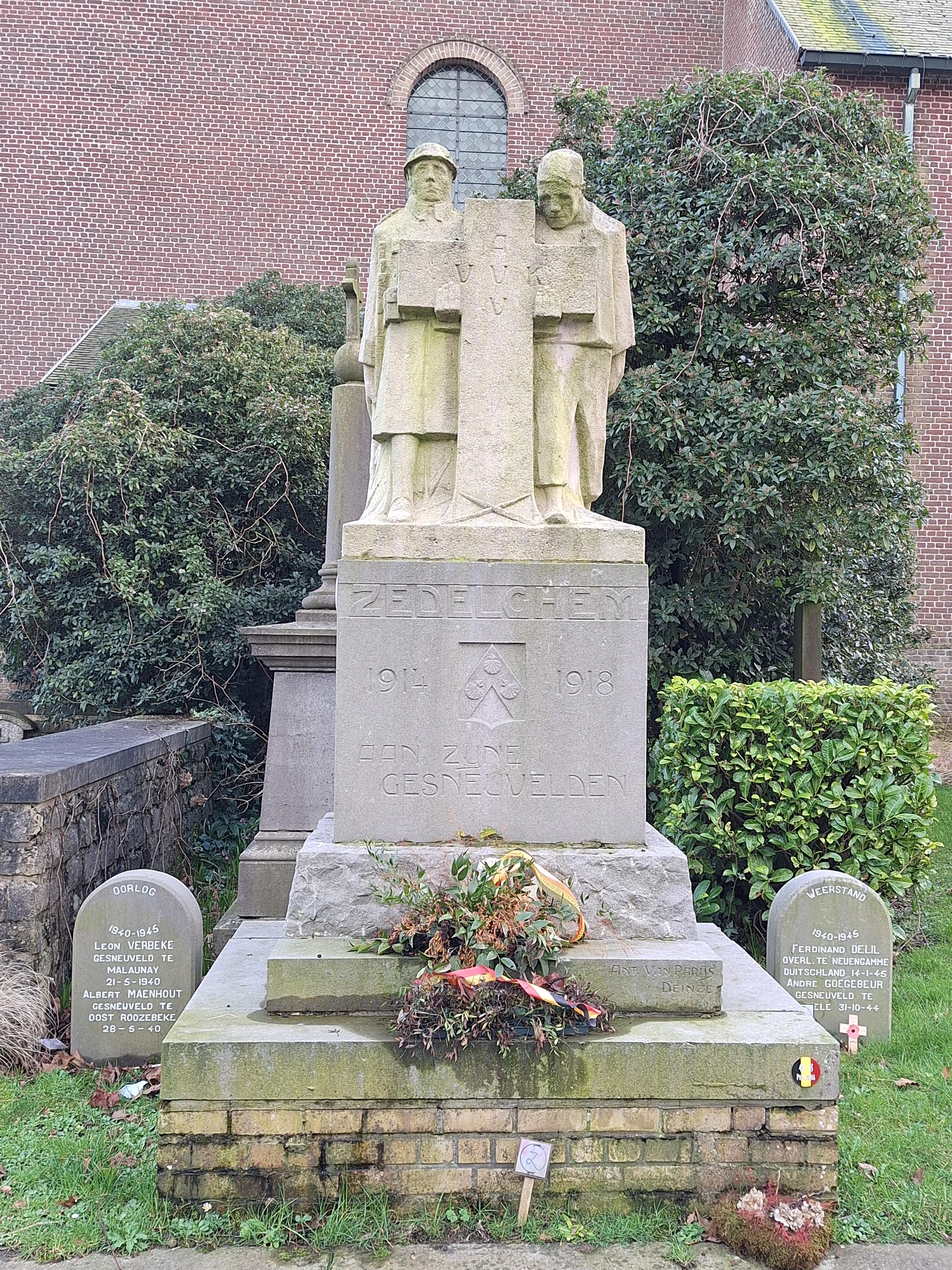
Herdenkingsmonument WO I te Zedelgem, vlak bij de Sint-Laurentiuskerk.
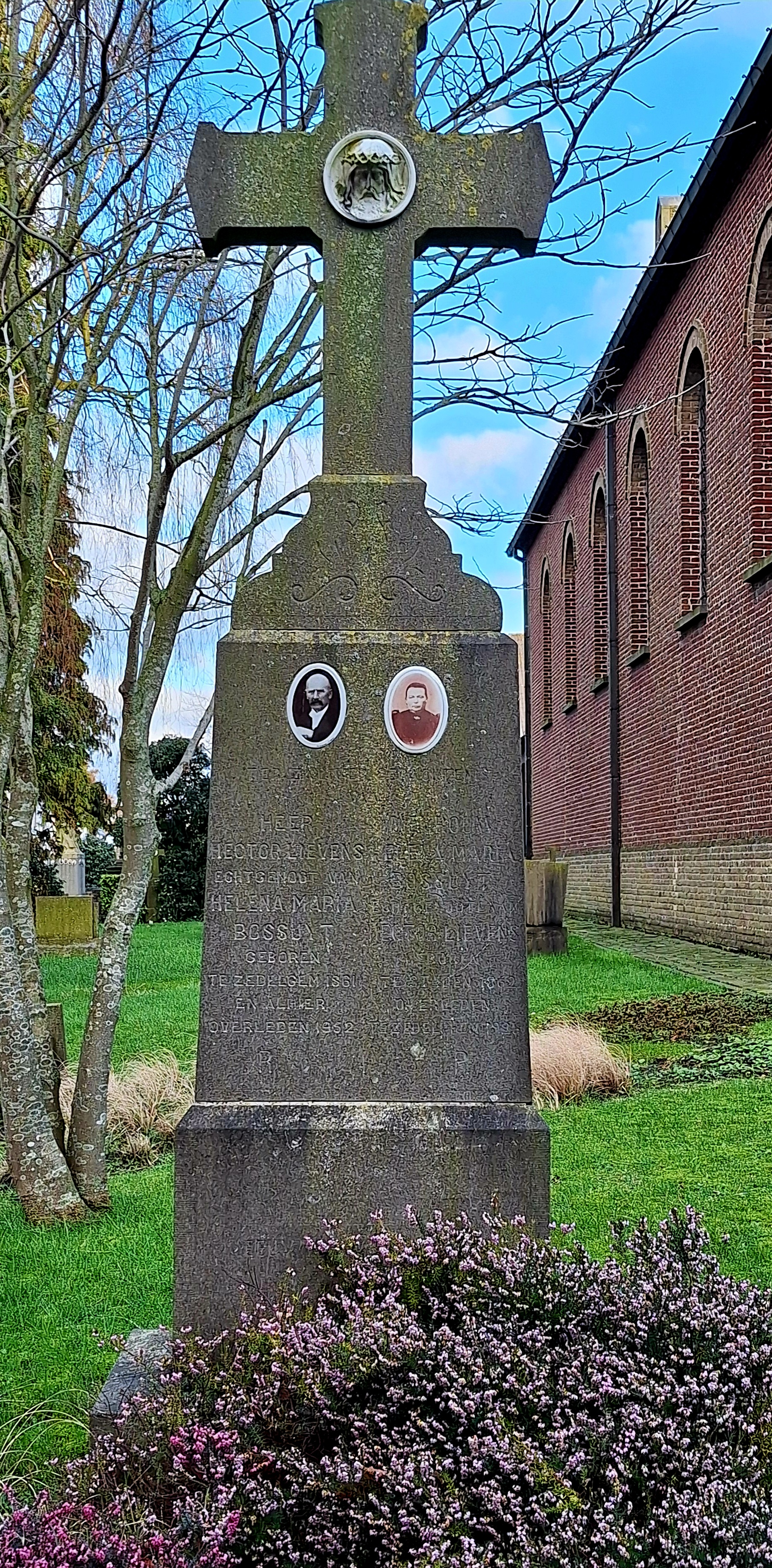
Het grafzerk van Hector Lievens en Helena Bossuyt, de ouders van Joseph Lievens.
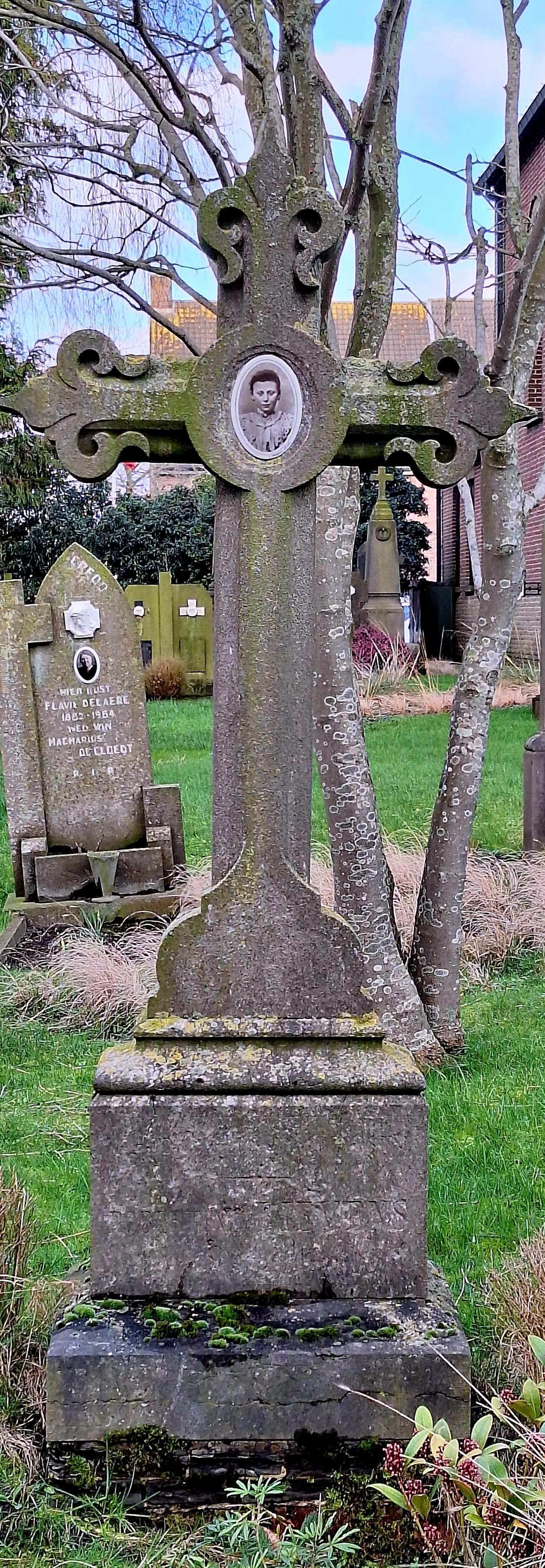
Het grafzerk van Robertine Lievens, de zus van Joseph Lievens, die op jonge leeftijd stierf. Dit grafzerk staat naast dat van haar ouders.
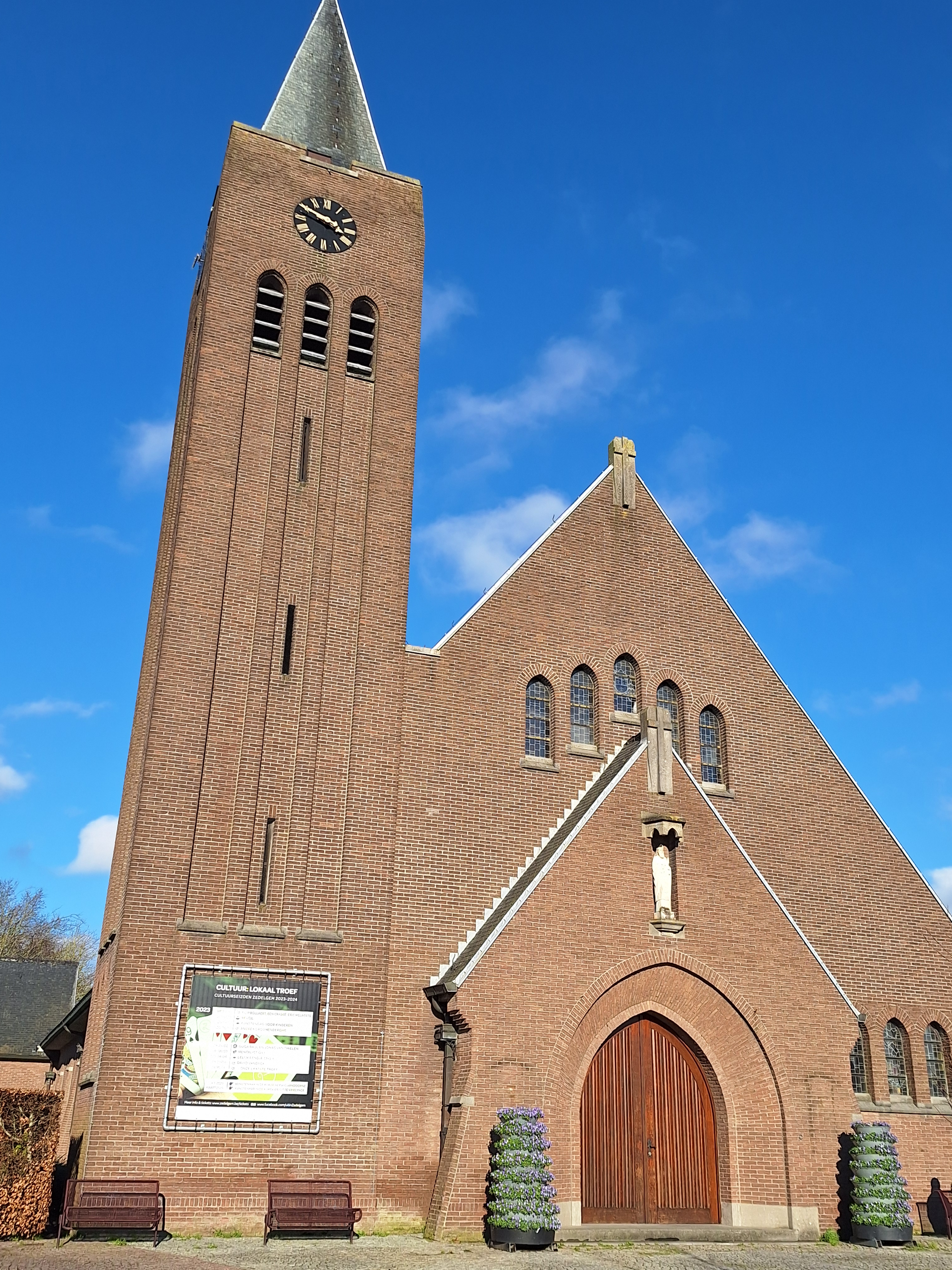
Sint-Eligiuskerk, op de 2e parochie te Zedelgem, gebouwd onder het burgemeesterschap van Joseph Lievens.
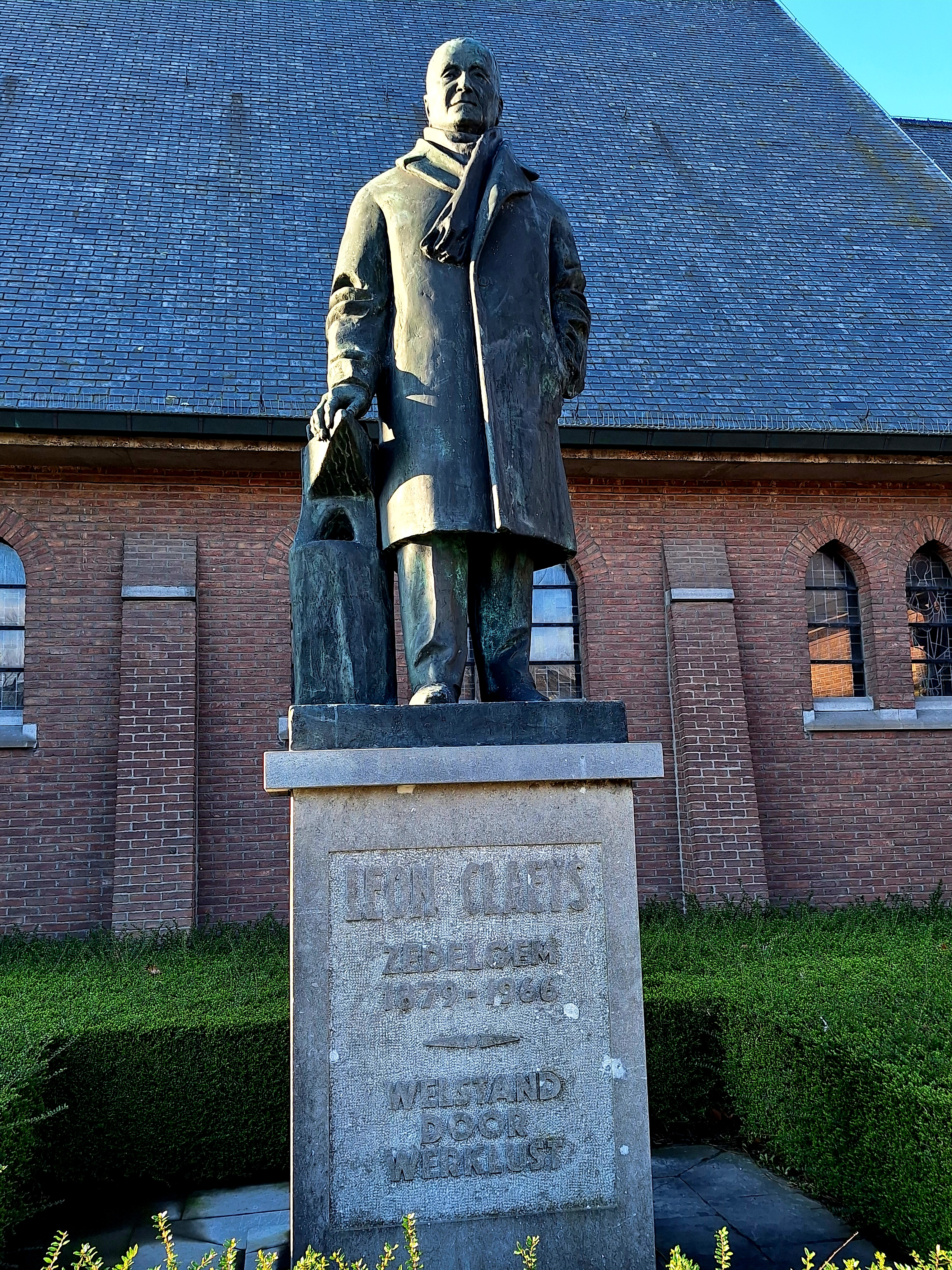
Herdenkingsmonument voor Léon Claeys, dat naast de Sint-Eligiuskerk werd geplaatst. Hij richtte in Zedelgem het bedrijf op dat intussen CNH heet, 1 van de grootste werkgevers in de streek.
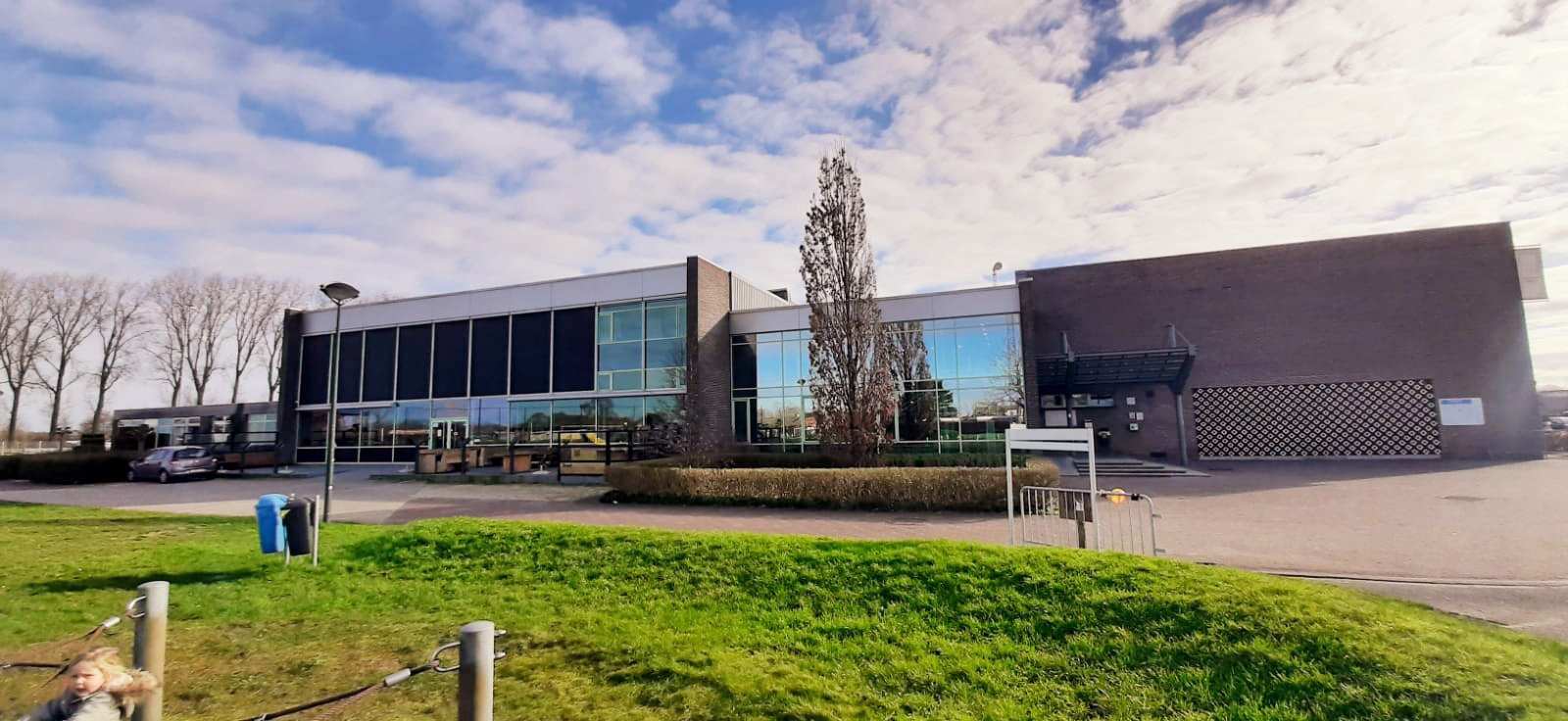
Sport- en cultuurcomplex de Groene Meersen, te Zedelgem. De bouw hiervan werd gestart in 1964, onder het burgemeesterschap van Joseph Lievens.
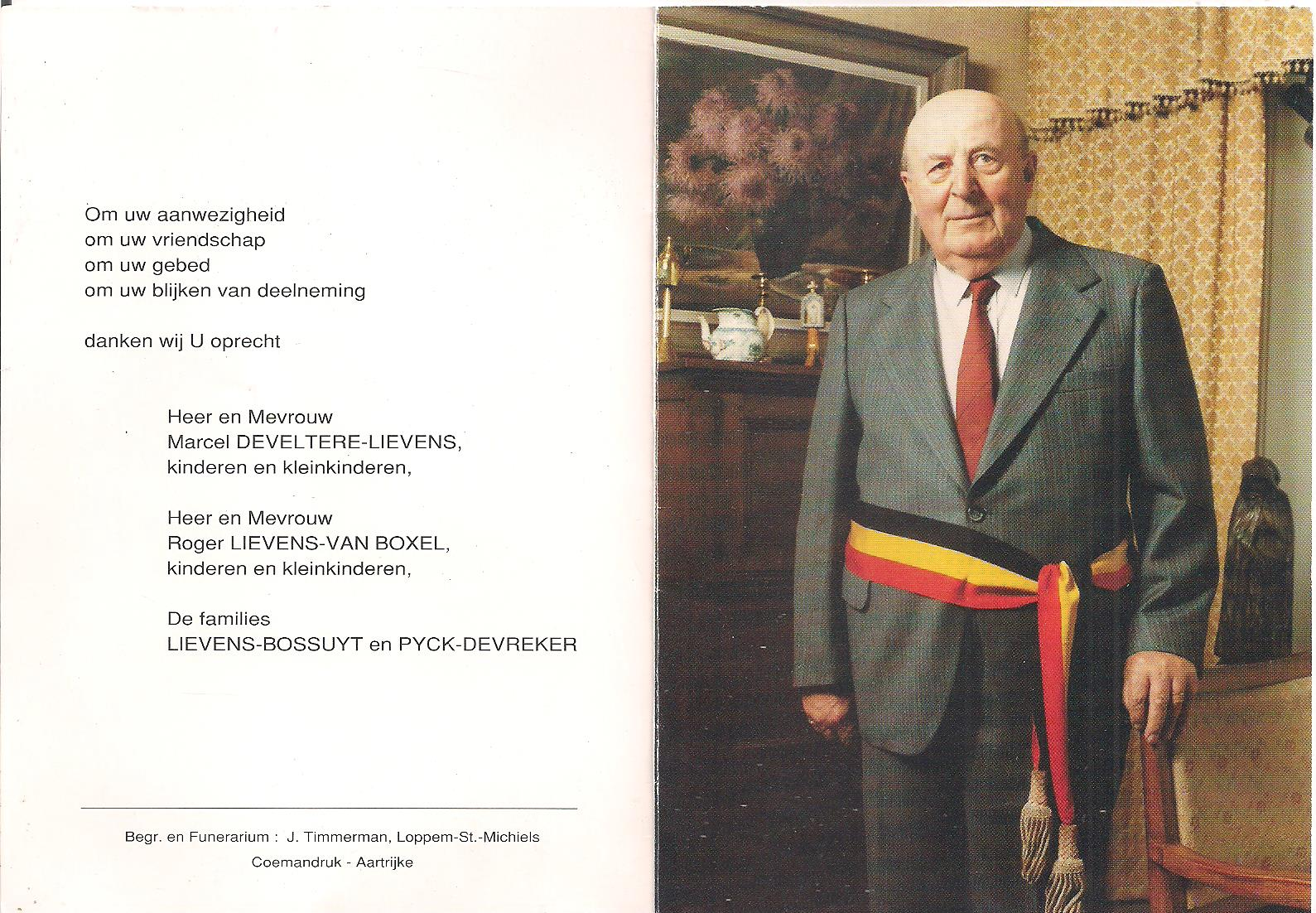
Bidprentje van Joseph Lievens - overleden 10 mei 1994.
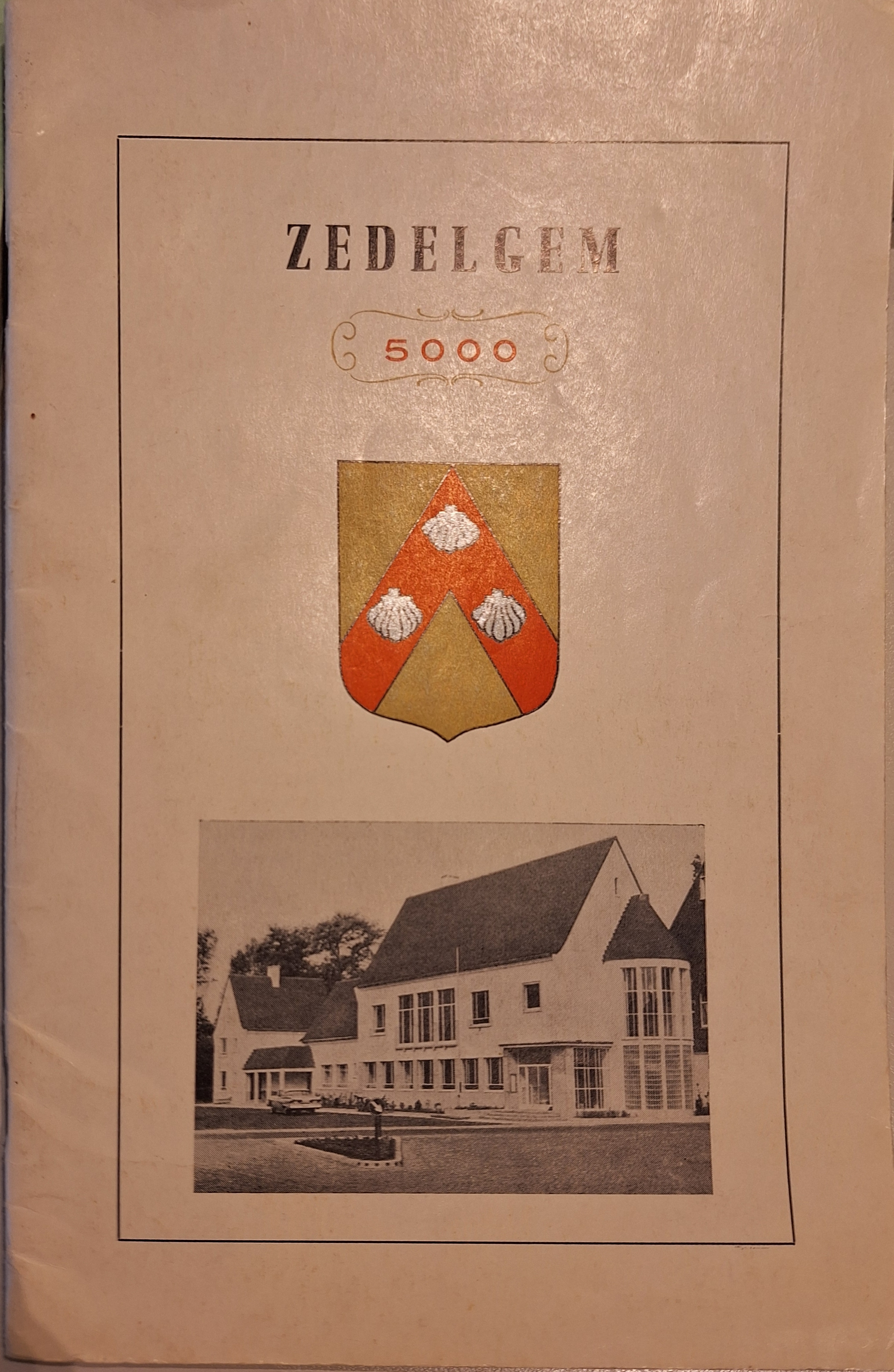
Uitgave 'Zedelgem 5000', uitgebracht ter gelegenheid van de 5000ste inwoner te Zedelgem.
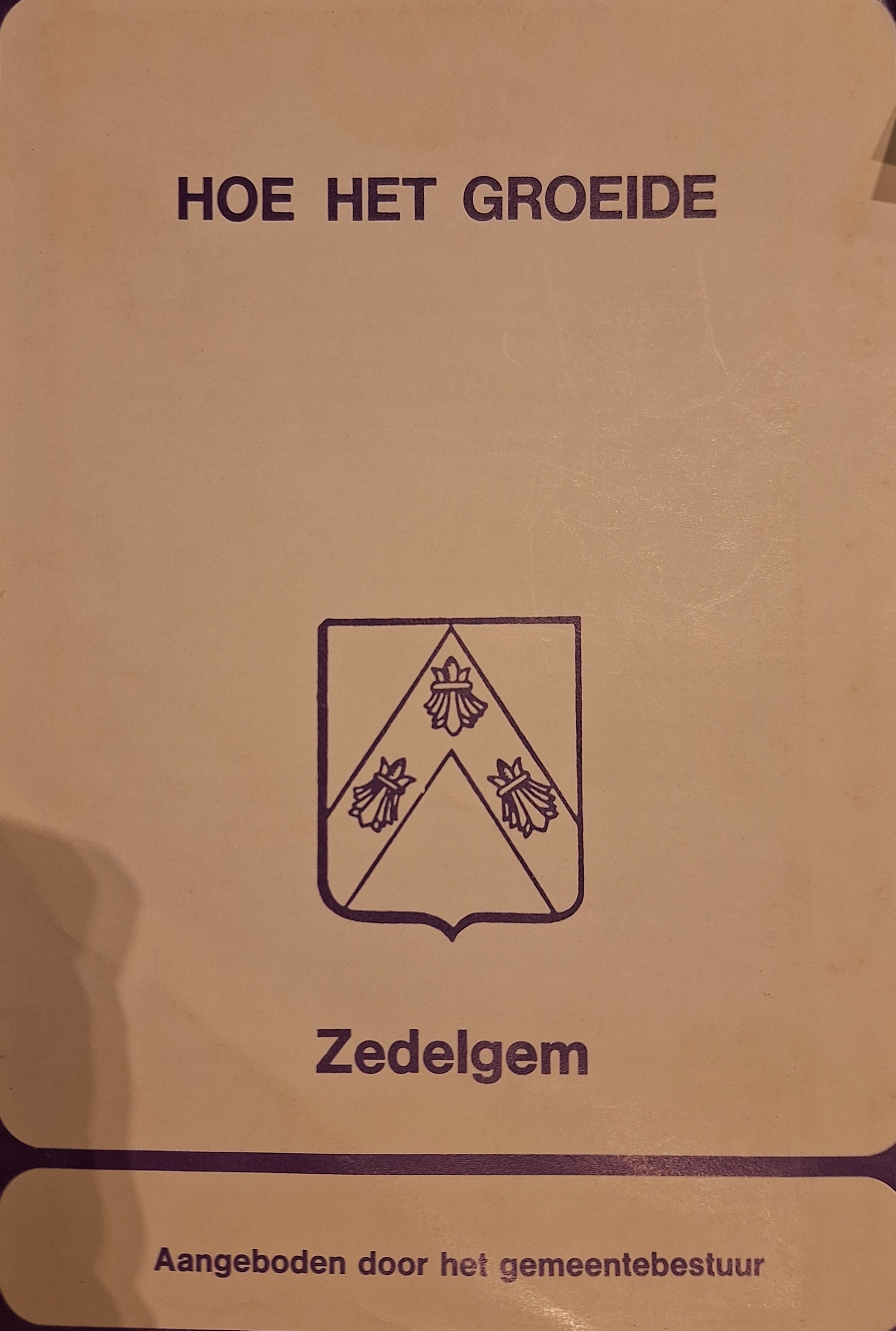
Uitgave 'Hoe het groeide', uitgebracht ter gelegenheid van de fusie van Zedelgem.
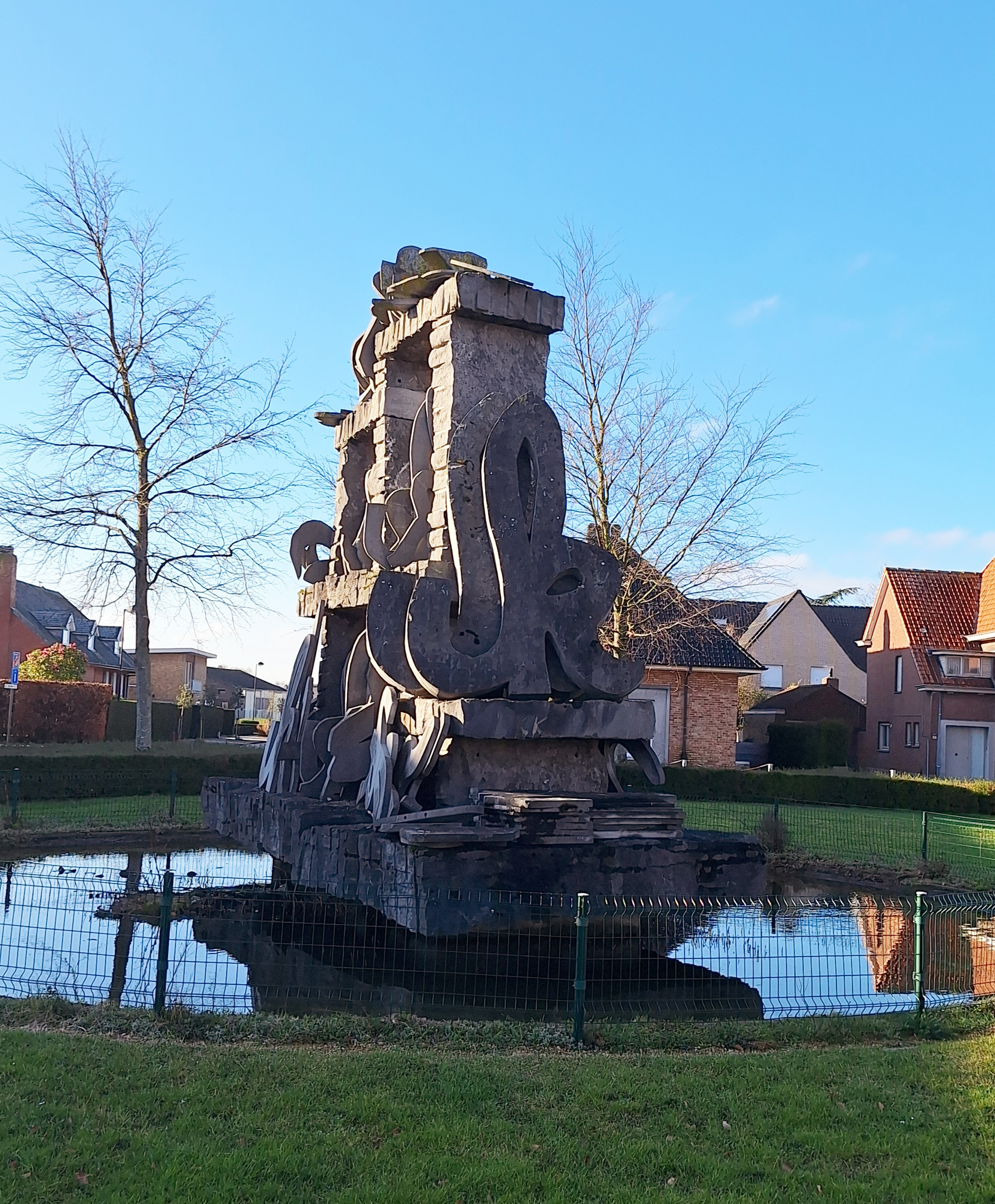
"Dit kunstwerk van Paul Perneel wil de solidariteit met het zuiden centraal zetten en de passanten wakker maken voor de problematiek."
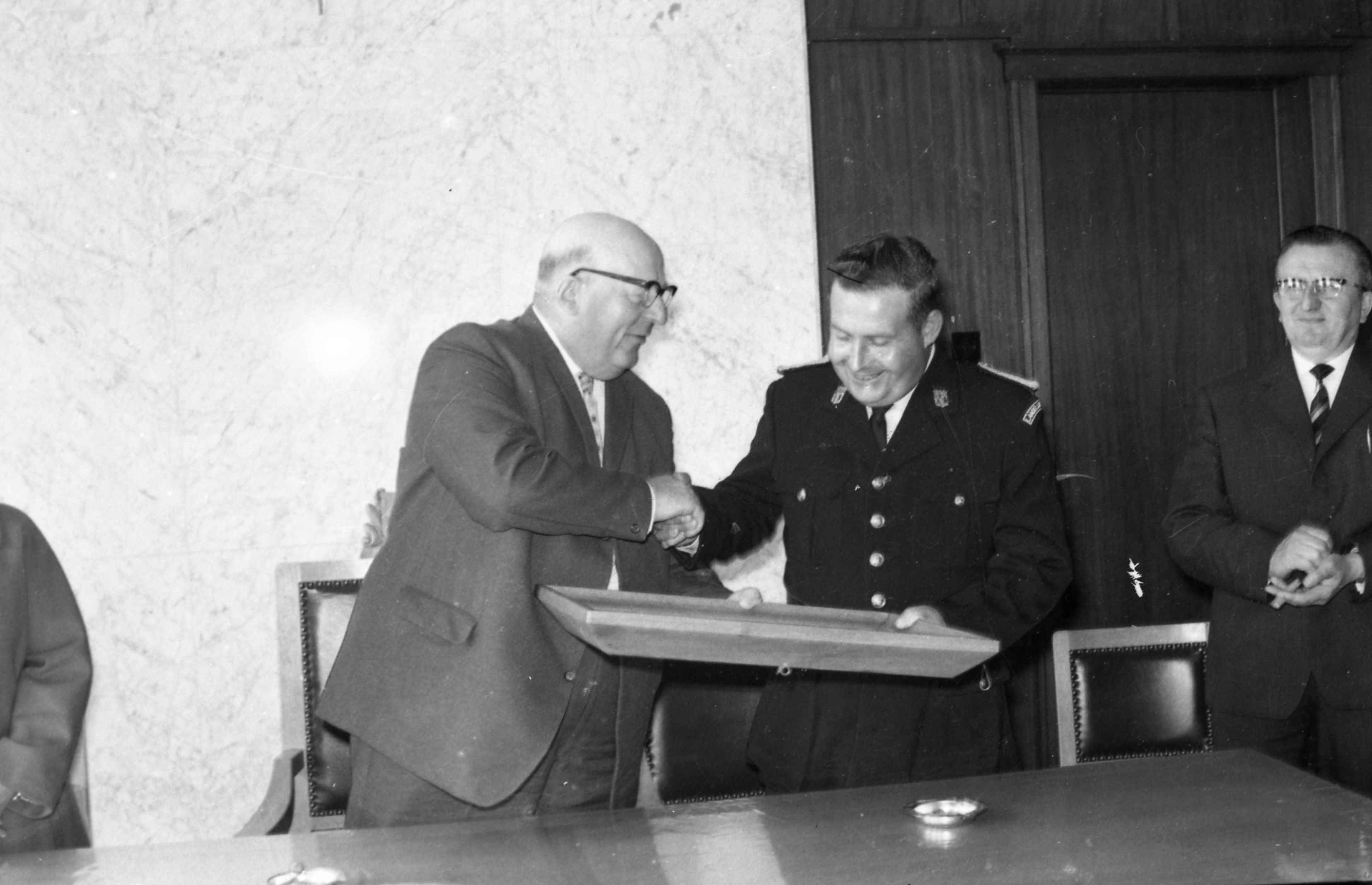
Burgemeester J. Lievens overhandigt toenmalig veldwachter Charles Vanhevel een brevet van politiecommissaris.
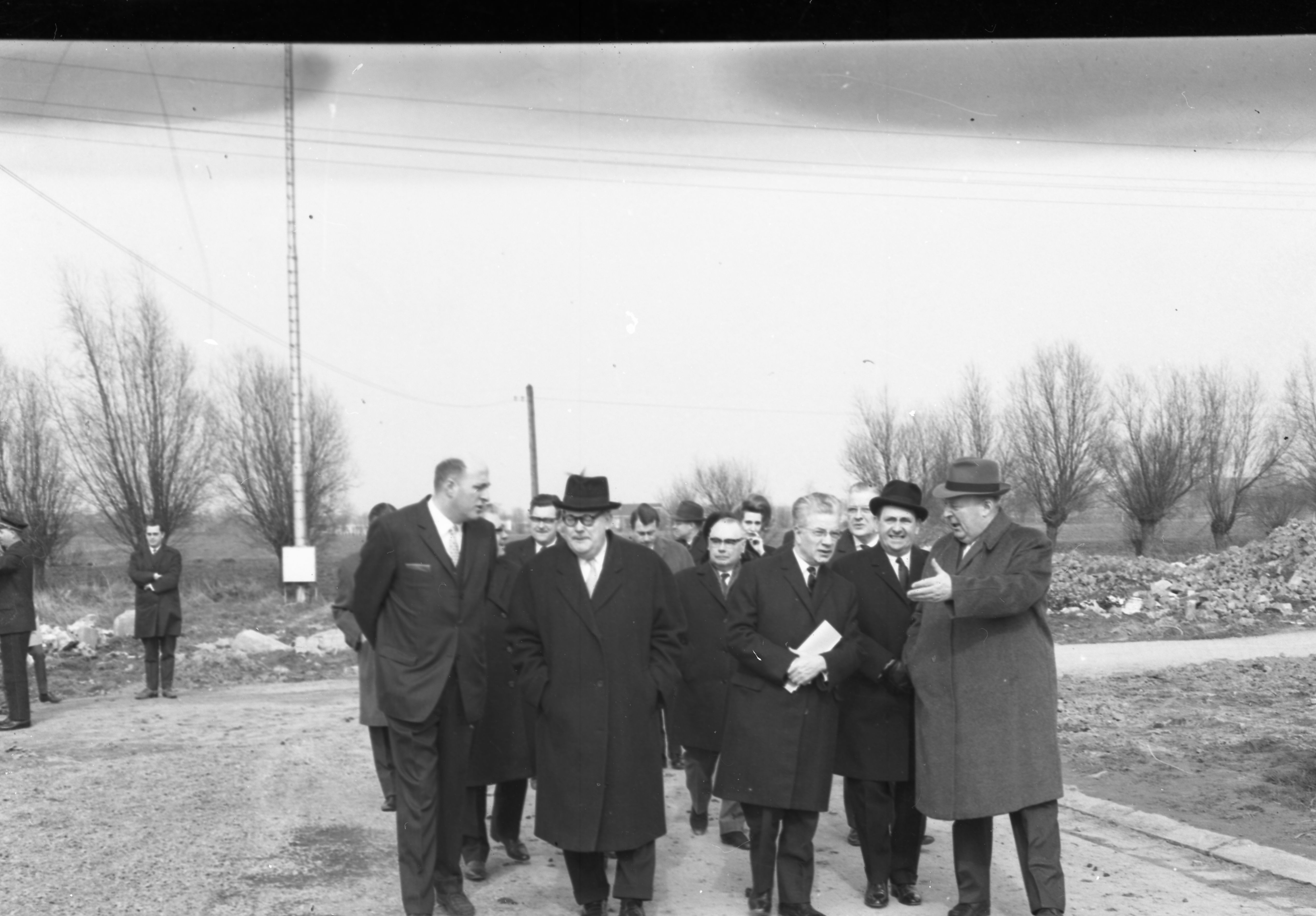
Inwijding 1e fase sportcentrum “Groene Meersen” & Sociale woningen woonwijk “Groene Meersen”. Burgemeester Lievens in gesprek met o.a. Louis Claes, kamervoorzitter Achiel Van Acker en minister van gezin & huisvesting Gustave Breyne.